# Agriculture dans le sous-continent indien
L'Histoire de l'agriculture dans le sous-continent indien débute au IXe millénaire av. J.-C. comme conséquence de la cultivation et de la domestication des plantes et des animaux et se continue jusqu'à aujourd'hui au XXIe siècle. 
La sédentarisation entraîne au Néolithique un développement des outils et des techniques destinés à l'agriculture. Les deux moussons annuelles que connaît le sous-continent indien permettent à ses habitants d'intensifier le rythme des cultures et des récoltes. Au Moyen Âge, des systèmes d'irrigation sophistiqués se développent et l'agriculture commence à influencer l'économie indienne et celle des régions voisines, avec le renforcement de nombreuses voies commerciales. 
Pendant l'époque moderne et jusqu'à l'instauration de la République de l'Inde, l'agriculture dans le sous-continent connaît une alternance de périodes de stagnation et de périodes d'échanges accrus à travers le commerce international. Le XXe siècle est ainsi marqué par la mise en place de la Révolution verte en Inde et par la création de la Food Corporation of India.